# Bufumbira
Le Bufumbira est un champ volcanique de l'Ouganda.

## Géographie
Le Bufumbira est situé en Afrique de l'Est, dans l'extrême Sud-Ouest de l'Ouganda, dans le centre de la branche occidentale de la vallée du Grand Rift. Il est entouré par le lac Mutanda au nord-ouest, le lac Bunyonyi à l'est, le lac Burera et le Muhavura au sud et la ville de Kisoro à l'ouest.
Ce champ volcanique est constitué d'une quarantaine de cônes de scories dont le plus élevé culmine à 2 440 mètres d'altitude. Chaque cône ouvert sur un des rebords a émis une coulée de lave ultrapotassique.

## Histoire
Bien que leur âge soit inconnu, il semble que les cônes de scories datent de la fin de l'Holocène.